# Montecastillo Golf Club

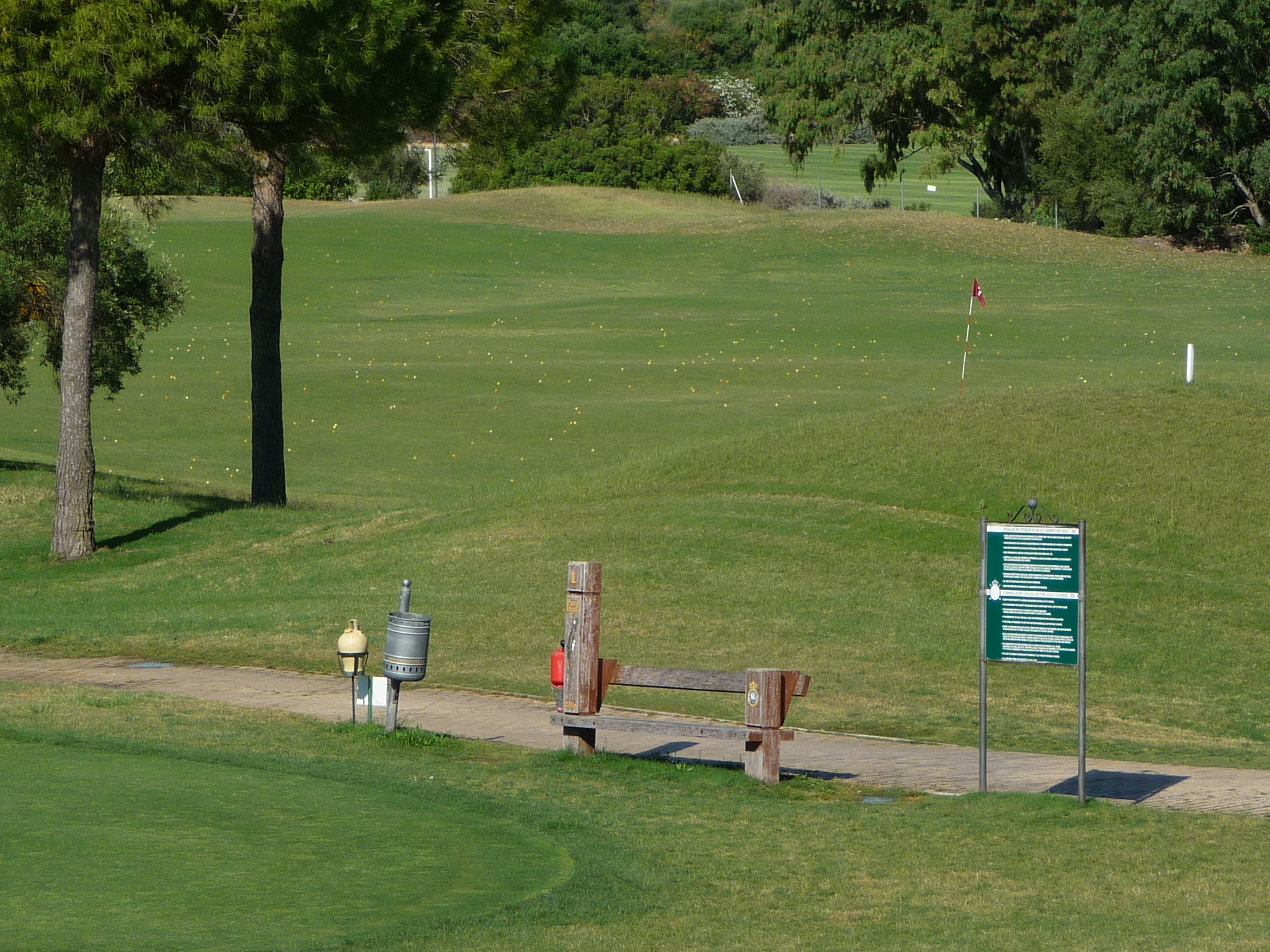
Montecastillo Golf Club

De Montecastillo Golf Club is een golfclub in Jerez de la Frontera, in Cádiz, Spanje.

## De baan
Montecastillo heeft een 18 holesbaan, die ontworpen werd door Jack Nicklaus. De baan werd in 1994 geopend en heeft een par van 72.

Het terrein is ruim 160 hectare groot. De eerste paar holes zijn lang, dan komen er een paar holes met water, daarna beïnvloedt het hoogteverschil de moeilijkheidsgraad. Op deze baan is het niet overdreven om een buggy te huren.
Eigenaar van de golfclub is Barceló Montecastillo Golf. Het bij de baan gelegen hotel ia aangebouwd aan een kasteel dat rond 1900 werd gebouwd met torens en kantelen. Na renovatie werd het in 2002 geopend. Hierin bevindt zich het clubhuis, de pro-shop en een restaurant.

## Toernooien
Montecastoillo was gastheer van:
- de Turespana Masters in 1994
- de Volvo Masters van 1997 t/m 2001
- de finale van de Peugeot Tour van 2001 t/m 2003.